# Осуми, Ёсинори
Ёсинори Осуми (яп. 大隅 良典 О:суми Ёсинори, род. 9 февраля 1945, Фукуока, Япония) — японский учёный-молекулярный биолог. Изучает лизосомальный путь аутофагии. Член EMBO. Член Японской академии наук (2018).
3 октября 2016 года получил Нобелевскую премию по медицине и физиологии «за открытие механизмов аутофагии».

## Биография
В 1974 году получил степень доктора наук в Токийском университете. В 1974—1977 годах работал в Рокфеллеровском университете (Нью-Йорк), затем вернулся в Токийский университет, где c 1998 года руководил исследовательской группой. С 2009 года является также профессором Токийского технологического института.

## Награды
- 2005 — Премия Фудзивары[яп.][8]
- 2006 — Премия Японской академии наук[9]
- 2007 — Премия ботанического общества Японии[яп.][10]
- 2008 — Премия Асахи, «For clarifying the molecular dissection of the autophagy, intracellular degradation system»[11]
- 2012 — Премия Киото[12]
- 2013 — Медиакомпания «Thomson Reuters» включила Осуми в свой список наиболее вероятных кандидатов на получение Нобелевской премии по физиологии или медицине[13]
- 2015 — Международная премия Гайрднера, «For pioneering the molecular elucidation of autophagy, an essential intracellular, degradation system and when disordered, is linked to many diseases including neurodegeneration, cancer, and infection»[14]
- 2015 — Международная премия по биологии[5]
- 2015 — Премия Розенстила, «In recognition of his pioneering discoveries of molecular pathways and biological functions of protein degradation by autophagy»
- 2015 — Премия Кэйо[англ.][15]
- 2015 — Заслуженный деятель культуры[англ.][16]
- 2016 — Премия Уайли[17]
- 2016 — Премия Пола Янссена за биомедицинское исследование[англ.], «For discoveries concerning the molecular basis of autophagy, a universal process by which cells digest their own organelles to generate life-saving energy during starvation»[18]
- 2016 — Нобелевская премия по медицине, «За открытие механизмов аутофагии.»
- 2017 — Премия за прорыв в области медицины, «For elucidating autophagy, the recycling system that cells use to generate nutrients from their own inessential or damaged components»

## Публикации
- Takeshige, K., Baba, M., Tsuboi, S., Noda, T. and Ohsumi, Y. (1992). Autophagy in yeast demonstrated with proteinase-deficient mutants and conditions for its induction. Journal of Cell Biology 119, 301—311 PMID 1400575
- Tsukada, M. and Ohsumi, Y. (1993). Isolation and characterization of autophagy-defective mutants of Saccharomyces cervisiae. FEBS Letters 333, 169—174 PMID 8224160
- Mizushima, N., Noda, T., Yoshimori, T., Tanaka, Y., Ishii, T., George, M.D., Klionsky, D.J., Ohsumi, M. and Ohsumi, Y. (1998). A protein conjugation system essential for autophagy. Nature 395, 395—398 PMID 9759731
- Ichimura, Y., Kirisako T., Takao, T., Satomi, Y., Shimonishi, Y., Ishihara, N., Mizushima, N., Tanida, I., Kominami, E., Ohsumi, M., Noda, T. and Ohsumi, Y. (2000). A ubiquitin-like system mediates protein lipidation. Nature, 408, 488—492 PMID 11100732